# Limanul Budachi

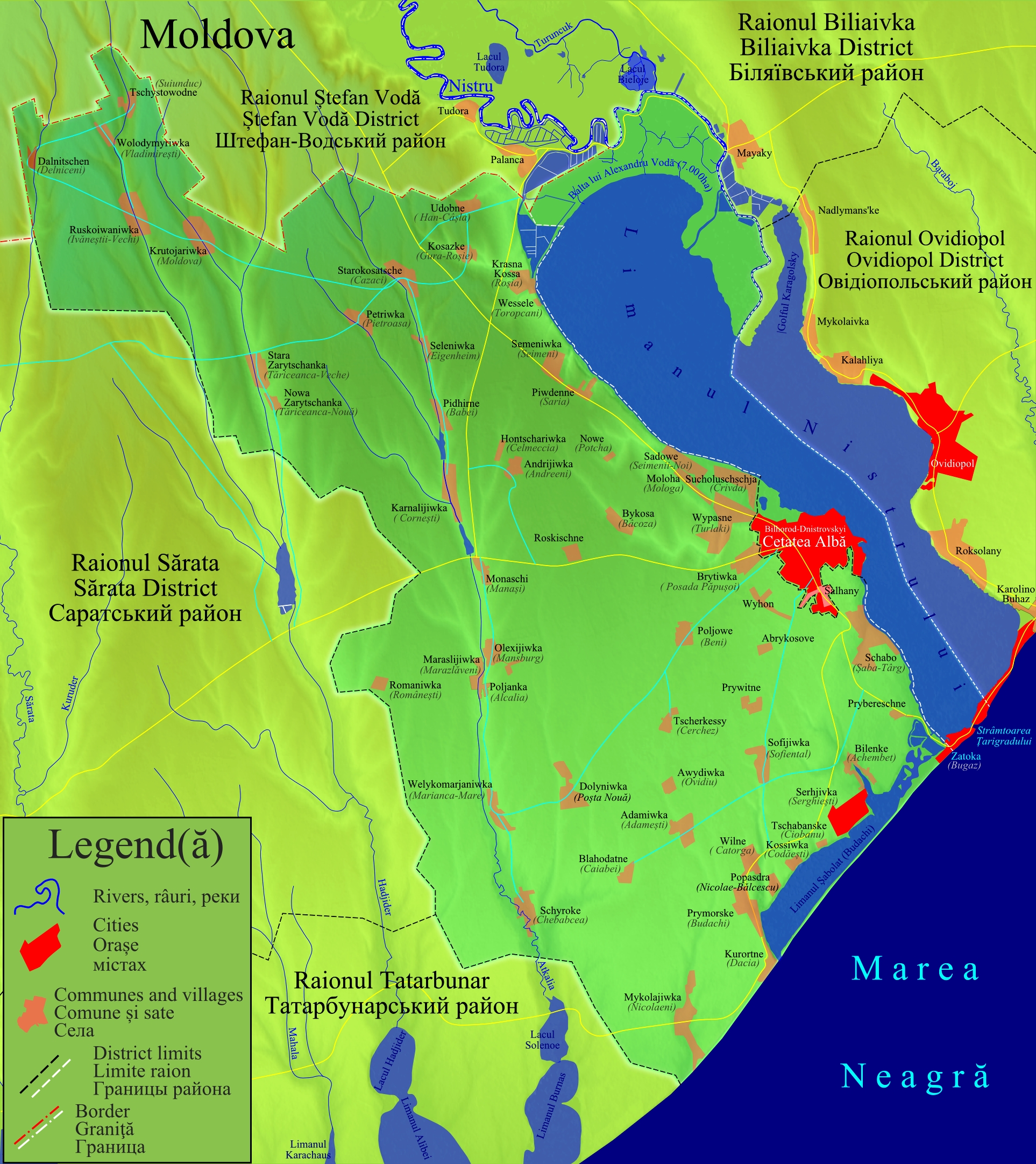
Raionul Cetatea Alba

Limanul Budachi sau limanul Șabolat, numiit și lacul Șabolat, este un liman sărat în raionul Cetatea Albă (Belgorod-Dniestrovski), regiunea Odesa, Ucraina (în trecut în Bugeac, sudul Basarabiei), situat la vest de Limanul Nistrului.

## Descrierea geografică
Este separat de Marea Neagră printr-un perisip nisipo-cochilifer jos (1-3 m) și îngust (100-130 m). De mare Neagră este legat printr-un canal și comunică cu limanul Nistrului prin numeroase gârle artificiale (pentru trecerea chefalului). Limanul are o lungime de 15 km, lățime maximă de 2,7 km, suprafață de 30 km², adâncimea medie de 1,1 m, adâncimea maximă peste 2 m. Malurile nordice ale limanului sunt înalte (25-30 m), brăzdate de râpe; pe alocuri se întind limbi de nisip de-a lungul țărmului. Regimul alimentării cu apă a limanului Budachi depinde de filtrarea apei de mare prin perisip și canal, schimbul de apă cu limanul Nistrului, precum și de scurgerea de suprafață și de evaporare.
În ceea ce privește compoziția chimică, apa limanului Budachi este aproape identică cu apa mării. Salinitatea medie a apei este de 12-15‰, maxima de 26‰. Partea estică, desalinizată, a limanului Budachi este acoperită de stuf. În liman se găsesc guvizi și a fost creată o gospodărie piscicolă de chefali.

## Nămolurile curative
Fundul limanului este acoperit cu nămol, lângă mal este nisipos. Grosimea nămolurilor curative este de 0,3-0,6 m, rezervele lor depășesc 3500 mii de m³. Litoralul limanului Budachi, în special cel sudic, este o zonă de recreere (satele Primorskoe, Kurortnoe și orășelul Sergheevca).